# Communauté d'agglomération de Dembeni-Mamoudzou
La communauté d'agglomération de Dembeni-Mamoudzou (Cadema) est une communauté d'agglomération française, située dans le département et région d'outre-mer de Mayotte, qui a été créée le 31 décembre 2015.

## Historique
La communauté d'agglomération de Dembeni-Mamoudzou a été constituée le 31 décembre 2015. Précédemment, les deux communes membres n'appartenaient à aucun établissement public de coopération intercommunale à fiscalité propre.

## Territoire communautaire

### Géographie
Elle est située dans le centre-est de Grande-Terre, la principale île de Mayotte.

### Composition
La communauté d'agglomération est composée des 2 communes suivantes :

| Nom               | Code Insee | Gentilé    | Superficie (km2) | Population (dernière pop. légale) | Densité (hab./km2) |
| ----------------- | ---------- | ---------- | ---------------- | --------------------------------- | ------------------ |
| Mamoudzou (siège) | 97611      | Mamoudzous | 42,3             | 71 437 (2017)                     | 1 689              |
| Dembeni           | 97607      | Dembéniens | 38,38            | 15 848 (2017)                     | 413                |

### Démographie
| 1978  | 1985   | 1991   | 1997   | 2002   | 2007   | 2012   | 2017   |
| ----- | ------ | ------ | ------ | ------ | ------ | ------ | ------ |
| 9 316 | 14 408 | 23 911 | 36 449 | 53 310 | 63 163 | 68 204 | 87 285 |

## Administration

### Siège
Le siège de la communauté d'agglomération est situé à Mamoudzou.

### Les élus
La communauté d'agglomération est administrée par le conseil communautaire qui est composé de 42 conseillers.
Ils se répartissent comme suit :
| Nombre de conseillers | Communes           |
| --------------------- | ------------------ |
| 21                    | Dembeni, Mamoudzou |

### Présidence
| Période         | Période         | Identité        | Étiquette | Qualité                          |
| --------------- | --------------- | --------------- | --------- | -------------------------------- |
| 9 janvier 2016  | 11 juillet 2020 | Mohamed Majani  | MDM       | Maire de Mamoudzou (2014 → 2020) |
| 11 juillet 2020 | 25 juin 2024    | Rachadi Saindou |           |                                  |
| 11 juillet 2024 | En cours        | Saidi Moudjibou |           | Maire de Dembeni (2020 → )       |

### Compétences

#### Développement économique
- Création, aménagement, entretien de zones d’activités
- Action de développement économique d’intérêt communautaire
- Développement du commerce et de l’artisanat
- Développement du tourisme
- Développement de l’agriculture

#### Aménagement de l'espace communautaire
- Schéma directeur et de secteur
- Organisation des transports urbains, amélioration des déplacements

#### Environnement et cadre de vie
- L’eau potable, l’eau agricole et l’assainissement, les réseaux
- Les déchets : collecte, traitement, valorisation, mise en décharge, transport, tri sélectif et stockage
- Amélioration du cadre de vie : lutte contre la pollution de l’air, les nuisances sonores

#### Sport et culture
- Construction, aménagement, entretien et gestion d’équipements culturels et sportifs d’intérêt communautaire

#### Équilibre social et politique de la ville
- Programme local de l’Habitat
- Politique du logement social
- Actions en faveur du logement des personnes défavorisées
- Dispositifs contractuels de développement urbain, local, d’insertion économique et sociale d’intérêt communautaire
- Dispositifs locaux d’intérêt communautaire de prévention de la délinquance

### Régime fiscal et budget
Le régime fiscal de la communauté d'agglomération est la fiscalité professionnelle unique (FPU).

## Projets et réalisations
Un projet de transport en commun Caribus est en cours de réalisation